# Liste de films angolais
 (décembre 2018).
Ceci est une liste chronologique des films angolais répertoriés.
N'ont pas été retenus la plupart des films de propagande gouvernementaux du gouvernement portugais (dont ceux du Belge Pascal Angot), des films des actualités cinématographiques, des films scientifiques (botaniques, géologiques, géographiques), de la compagnie de diamantaires Diamang.

## Liste
| Année | Titre                                                                              | Réalisateur                                   | Genre                                                        | Remarques |
| ----- | ---------------------------------------------------------------------------------- | --------------------------------------------- | ------------------------------------------------------------ | --- |
| 1913  | O Caminho de Ferro de Benguela                                                     | Artur Pereira                                 | Documentaire                                                 | sur le chemin de fer de Benguela, premier film réalisé en Angola |
| 1923  | Exposição Provincial, Agrícola, Pecuária e Industrial                              |                                               | Documentaire                                                 | sur l'Exposition Agricole et Industrielle de la colonie Angola, plus ancien film angolais dans les archives de la Cinemateca Portuguesa                                                         |
| 1929  | Estradas e Paisagens de Angola                                                     | César de Sá, António Antunes da Mata          | Documentaire                                                 | |
| 1929  | Voyage en Angola                                                                   | Marcel Borle                                  | Documentaire                                                 | Réalisateur amateur suisse (1895–1983) |
| 1930  | Quedas do Dala                                                                     | César de Sá, António Antunes da Mata          | Documentaire                                                 | |
| 1930  | Quedas do Lucala                                                                   | César de Sá, António Antunes da Mata          | Documentaire                                                 | sur les cascades de Lucala-Flusses |
| 1930  | Aspectos do Rio Quanza                                                             | César de Sá, António Antunes da Mata          | Documentaire                                                 | sur le fleuve Cuanza |
| 1930  | Angola                                                                             | César de Sá, António Antunes da Mata          | Documentaire                                                 | |
| 1931  | Planalto da Huíla                                                                  | César de Sá, António Antunes da Mata          | Documentaire                                                 | sur la Province Huila (Hauts Plateaux) |
| 1932  | Indústria Baleeira                                                                 | César de Sá, António Antunes da Mata          | Documentaire                                                 | sur la pêche à la baleine en Angola |
| 1932  | O Deserto de Angola                                                                | César de Sá, António Antunes da Mata          | Documentaire                                                 | sur le désert de Namibie |
| 1932  | Fazenda Açucareira „Tentativa“                                                     | César de Sá, António Antunes da Mata          | Documentaire                                                 | sur la plantation sucrière "Tentativa" |
| 1932  | De Lisboa a Luanda                                                                 | César de Sá, António Antunes da Mata          | Documentaire                                                 | |
| 1935  | Île et Angola Pullmann                                                             | René Ginet                                    | Documentaire                                                 | |
| 1936  | I Cruzeiro de Férias às Colónias de África Ocidental                               | Manuel Alves San Payo                         | Documentaire                                                 | pour la croisière-propagande pour les étudiants portugais |
| 1940  | O Feitiço do Império                                                               | António Lopes Ribeiro                         | Fiction                                                      | premier film de iction en Angola |
| 1940  | Amboim                                                                             | António de Sousa                              | Documentaire                                                 | |
| 1943  | Luanda                                                                             | António de Sousa                              | Documentaire                                                 | |
| 1944  | Gente Que Nós Civilizámos                                                          | António Lopes Ribeiro                         | Documentaire                                                 | Film de propagande sur la mission civilisatrice du Portugal en Angola |
| 1944  | Angola, uma Nova Lusitânia                                                         | António Lopes Ribeiro                         | Documentaire                                                 | Film de propagande sur les progrès en technologie, santé, infrastructures, agriculture et industrie en Angola                                                                                   |
| 1946  | Comemorações Centenárias                                                           | António de Sousa                              | Documentaire                                                 | |
| 1949  | Visita de Antigos Combatentes da I Grande Guerra                                   | António de Sousa                              | Documentaire                                                 | |
| 1950  | Caminho de Ferro de Benguela                                                       | António de Sousa                              | Documentaire                                                 | |
| 1950  | Capas Negras em Angola                                                             | António de Sousa                              | Documentaire                                                 | |
| 1950  | Ensino em Angola                                                                   | Ricardo Malheiro                              | Documentaire                                                 | |
| 1950  | Epopeia da Selva                                                                   | Raul Faria da Fonseca                         | Fiction                                                      | |
| 1950  | A Visita do Governador do Congo Belga a Angola                                     | António de Sousa                              | Documentaire                                                 | |
| 1951  | Maravilhas de Angola                                                               | António de Sousa                              | Documentaire                                                 | |
| 1953  | Nova Lisboa                                                                        | António de Sousa                              | Documentaire                                                 | sur Nova Lisboa, aujourd'hui Huambo |
| 1953  | S.Paulo de Luanda                                                                  | António de Sousa                              | Documentaire                                                 | sur Luanda |
| 1961  | Angola                                                                             | Augusto Fraga                                 | Dokumentarfilm                                               | court-métrage |
| 1963  | Aqueles Que Por Obras Valiosas                                                     | Costa Roxo                                    | Documentaire                                                 | |
| 1963  | Viagem                                                                             | Perdigão Queiroga                             | Documentaire                                                 | sur la visite du président Américo Tomás en Angola |
| 1963  | Uma Journada Histórica - do Terrorismo no Conga à Manifestação em Lisboa           | Perdigão Queiroga, António Lopes Ribeiro      | Documentaire                                                 | Film de propagande justifiant la guerre coloniale |
| 1965  | A Voz do Sangue                                                                    | Augusto Fraga                                 | Fiction                                                      | |
| 1967  | Capitaine Singrid                                                                  | Jean Leduc                                    | Fiction                                                      | premier film de fiction en co-production en Angola |
| 1967  | Aspectos da Nossa Angola                                                           | Jean Leduc, Felipe de Solms                   | Documentaire                                                 | avec la musique du Duo Ouro Negro |
| 1967  | Operação Dinamite                                                                  | Pedro Martins                                 | Fiction                                                      | |
| 1967  | Uma Vontade Maior                                                                  | Carlos Tudela                                 | Fiction                                                      | avec Henrique Canto e Castro |
| 1968  | Estrada da Vida                                                                    | Henrique Campos                               | Fiction                                                      | |
| 1968  | Monangambée                                                                        | Sarah Maldoror                                |                                                              | court-métrage avec Mohamed Zinet |
| 1968  | Nos héros réussiront-ils à retrouver leur ami mystérieusement disparu en Afrique ? | Ettore Scola                                  | Comédie/Aventure                                             | |
| 1970  | L'Angola a tire de l'aire                                                          | Jean Leduc                                    | Documentaire                                                 | portrait aérien complaisant de l'Angola |
| 1970  | Des fusils pour Banta                                                              | Sarah Maldoror                                |                                                              | |
| 1971  | Angola na Guerra e no Progresso                                                    | Quirino Simões                                | Documentaire                                                 | |
| 1972  | Petróleo, Fonte de Energia e Riqueza                                               | António de Sousa                              | Documenatire                                                 | sur le pétrole en Angola |
| 1972  | Caminhos do Progresso                                                              | António de Sousa                              | Documentaire                                                 | sur les routes et le commerce en Angola |
| 1972  | Esplendor Selvagem                                                                 | António de Sousa                              | Documentaire                                                 | idéalisation (plutôt) apolitique sur les peuples autochtones d'Angola |
| 1973  | Angola, Terra do Passado e Futuro                                                  | António Escudeiro                             | Documentaire                                                 | |
| 1973  | A proposito dell’Angola                                                            | Stefano De Stefani                            | Documentaire                                                 | |
| 1973  | Sambizanga                                                                         | Sarah Maldoror                                | Drame                                                        | |
| 1974  | Malteses, burgueses e às vezes                                                     | Artur Semedo                                  | Comédie policière                                            | |
| 1975  | A Visita, A Escola, O Café e O Algodão                                             | Virgínia Silva                                | Série de courts-métrages pour la Televisão Pública de Angola | |
| 1977  | Faz la Coragem, Camarada                                                           | Ruy Duarte de Carvalho                        |                                                              | |
| 1977  | Ponto da situação                                                                  | Francisco Henriques                           |                                                              | |
| 1977  | O Golpe                                                                            | Francisco Henriques                           | Documentaire                                                 | |
| 1978  | Africa nera Africa rossa                                                           | Carlo Lizzani                                 | Documentaire                                                 | Série de courts-métrages TV |
| 1978  | Carnaval da vitoria                                                                | António Ole                                   |                                                              | court-métrage |
| 1978  | Ondylewa: A Festa do Boi Sagrado                                                   | Rui Duarte                                    | Documentaire                                                 | |
| 1978  | O Ritmo do N'Gola Ritmos                                                           | António Ole                                   | Documentaire                                                 | sur le groupe de musique pionnier Ngola Ritmos |
| 1979  | Adeus a Hora da Partida                                                            | Francisco Henriques                           | Documentaire                                                 | court-métrage documentaire pour la mort d'Agostinho Neto |
| 1979  | Presente Angolano – Tempo Mumuila                                                  | Ruy Duarte de Carvalho                        | Documentaire                                                 | Mini-série TV |
| 1980  | No caminho das estrelas                                                            | António Ole                                   |                                                              | |
| 1981  | Pamberi ne Zimbabwe                                                                | João Manuel Costa, Carlos Henriques           | Documentaire                                                 | |
| 1982  | Balanço do Tempo na Cena de Angola                                                 | Ruy Duarte de Carvalho                        | Documentaire                                                 | |
| 1982  | Conceição Tchiambula                                                               | António Ole                                   | Documentaire                                                 | court-métrage sur les paysans des plateaux autour de Huambo |
| 1982  | Memoria de um Dia                                                                  | Orlando Fortunato de Oliveira                 |                                                              | |
| 1983  | Nelisita                                                                           | Ruy Duarte de Carvalho                        |                                                              | |
| 1985  | Marabu                                                                             | Denise Salazar                                | Documentaire                                                 | court-métrage sur la visite de Manu Dibango en Angola en 1981 |
| 1986  | Levanta Voa e Vamos                                                                | Asdrubal Rebelo                               |                                                              | court-métrage |
| 1989  | Comboio da Canhoca                                                                 | Orlando Fortunato de Oliveira                 |                                                              | sorti en 2004 seulement |
| 1989  | O Recado das Ilhas                                                                 | Ruy Duarte de Carvalho                        |                                                              | |
| 1991  | Angola                                                                             | Roberto Berliner                              | Documentaire                                                 | Portrait de l'Angola depuis l'indépendance |
| 1991  | Meus Irmãos Cokwes                                                                 | Manuel Mariano                                | Documentaire                                                 | court-métrage sur la culture de l'ethnie Chokwe |
| 1991  | Mopiopio                                                                           | Zézé Gamboa                                   | Documentaire                                                 | premier long-métrage |
| 1991  | Quem Faz Correr Quim                                                               | Mariano Bartolomeu                            |                                                              | court-métrage d'après un récit de Kenzaburō Ōe |
| 1992  | Caravana                                                                           | Rogelio Paris, Júlio César Rodríguez          | Comédie-Drame                                                | |
| 1993  | O Miradouro da Lua                                                                 | Jorge António                                 | Fiction                                                      | erste angolanisch-portugiesische Co-Produktion (auch DVD) |
| 1996  | O Sol Ainda Brilha                                                                 | Mariano Bartolomeu                            | Documentaire                                                 | court-métrage |
| 1997  | Afro Lisboa                                                                        | Ariel de Bigault                              | Drame                                                        | Drehbuch von José Eduardo Agualusa, avec le groupe reggae Kussondulola |
| 1998  | Dissidence                                                                         | Zézé Gamboa                                   | Documentaire                                                 | |
| 1998  | Ilunga                                                                             | Miguel Petchovski                             | Drame                                                        | avec Ângelo Torres |
| 1998  | Rostov-Luanda                                                                      | Abderrahmane Sissako                          | Documentaire                                                 | montré à la documenta X de Kassel (existe en DVD) |
| 2001  | Burned By Blue                                                                     | Zézé Gamboa                                   | Documentaire                                                 | court-métrage |
| 2001  | Vidas Ocultas                                                                      | Reynaldo Boury                                | Série TV                                                     | |
| 2002  | O Desassossego de Pessoa                                                           | Zézé Gamboa                                   |                                                              | court-métrage |
| 2004  | Modèle:SortKey                                                                     | Zézé Gamboa                                   | Fiction                                                      | primé à l'international (existe en DVD) |
| 2004  | Hollow City                                                                        | Maria João Ganga                              |                                                              | |
| 2004  | Na Cidade Vazia                                                                    | Maria João Ganga                              | Fiction                                                      | |
| 2007  | Escape from Luanda                                                                 | Phil Grabsky                                  | Documentaire                                                 | sur la vie quotidienne de trois étudiants en musique dans la Luanda d'après-guerre (aussi en DVD)                                                                                               |
| 2007  | Adeus, Até Amanhã                                                                  | António Escudeiro                             | Documentaire                                                 | Le réalisateur portugais revient dans sa ville natale 32 ans après |
| 2007  | Oxalá Cresçam Pitangas                                                             | Kiluanje Liberdade, Ondjaki                   | Documentaire                                                 | Portrait des habitants de Luanda, creuset et livre d'histoire de l'Angola |
| 2008  | É Dreda Ser Angolano                                                               | Pedro Coquenão, Luaty da Silva (Radio Fazuma) | Documentaire                                                 | Regard sur la scène musicale angolaise, présenté par Antena 3 (existe en DVD) |
| 2008  | Kangamba                                                                           | Rogelio Paris                                 | Film de guerre                                               | |
| 2008  | Manuel Letter                                                                      | Josh Comninellis                              | Documentaire                                                 | court-métrage sur la vie pénible d'un garçon de quatre ans dans l'Angola de l'après-guerre |
| 2008  | Momentos de Gloria                                                                 | Antonio Duarte                                | Animation - Comédie                                          | court-métrage |
| 2008  | Kuduro - Fogo no Museke                                                            | Jorge António                                 | Documentaire                                                 | Portrait d'une scène de Kuduro (aussi en DVD) |
| 2009  | Bom dia, África                                                                    | Zézé Gamboa                                   |                                                              | court-métrage |
| 2009  | Mãe Fatima                                                                         | Christine Reeh                                | Documentaire                                                 | |
| 2009  | O Lendário Tio Liceu e os Ngola Ritmos                                             | Jorge António                                 | Documentaire                                                 | sur le groupe pionnier Ngola Ritmos (aussi en DVD) |
| 2009  | Encontro com o Criador                                                             | Ciomara Morais                                | Fiction                                                      | court-métrage |
| 2009  | Luanda, a Fábrica da Música                                                        | Inês Gonçalves, Kiluanje Liberdade            | Documentaire                                                 | sur de jeunes musiciens des bidonvilles de Luanda |
| 2010  | Angola um novo país está a nascer                                                  | Leonel Efe                                    | Documentaire                                                 | court-métrage Kurzfilm pour l'émergence d'un nouvel Angola d'après-guerre |
| 2010  | Batepá                                                                             | Orlando Fortunato de Oliveira                 | Drame                                                        | |
| 2010  | Balas e pistolas                                                                   | Francisco Cáfua                               | Comédie                                                      | Parodie d'un film de gangster de bidonville angolais |
| 2010  | Rubber                                                                             | Quentin Dupieux                               |                                                              | |
| 2010  | Voo Directo                                                                        |                                               | Série TV                                                     | avec Soraia Chaves dans le rôle principal |
| 2011  | Alambamento                                                                        | Mario Bastos                                  | Policier                                                     | court-métrage |
| 2011  | Cartas de Angola                                                                   | Dulce Fernandes                               | Documentaire                                                 | sur les combattants cubains en Angola |
| 2011  | Liberdade                                                                          | Gabriel Abrantes, Benjamin Crotty             | Drame                                                        | court-métrage sur la relation entre l'Angolais Libertade et la chinoise Betty |
| 2011  | Luanda 24/7                                                                        | Mario Bastos                                  | Drame                                                        | court-métrage |
| 2012  | Cartas para Angola                                                                 | Julio Matos, Coraci Ruiz                      | Documentaire                                                 | sur les relations entre Brésil, Angola et Portugal |
| 2012  | Festa de Quintal: The Angolan Home Theatre                                         | Sissi Bembom, Coréon Dú                       | Documentaire                                                 | court-métrage musical |
| 2012  | O Grande Kilapy                                                                    | Zézé Gamboa                                   | Fiction                                                      | primé à l'international |
| 2012  | Death Metal Angola                                                                 | Jeremy Xido                                   | Documentaire                                                 | Portrait de la scène Metal en Angola, sur le Festival Heavy Metal de Huambo |
| 2012  | Mix pensão internacional                                                           | Rui Goulart                                   | Documentaire                                                 | court-métrage |
| 2012  | Tchinhango                                                                         | Tiago Figueiredo                              | Documentaire                                                 | |
| 2012  | Windeck                                                                            | Paulo Brito, Sérgio Graciano                  | Série TV                                                     | |
| 2013  | De Armas e Bagagens                                                                | Ana Delgado Martins                           | Drame historique                                             | |
| 2013  | Hereros Angola                                                                     | Sérgio Guerra                                 | Documentaire                                                 | Histoire des Hereros en Angola |
| 2013  | Jogo de Corpo. Capoeira e Ancestralidade                                           | Matthias Assunção                             | Documentaire                                                 | sur l'histoire de la Capoeira des deux côtés de l'Atlantique |
| 2013  | Njinga, Rainha de Angola                                                           | Sérgio Graciano                               | Fiction                                                      | sur la reine Njinga (aussi en DVD) |
| 2013  | Conversation with My Brother                                                       | Patricia Silva                                | Documentaire                                                 | court-métrage sur la parole d'une famille sur la guerre civile en Angola |
| 2013  | Triângulo                                                                          | (cinq réalisateurs brés., port. et angolais)  | Documentaire                                                 | sur les relations triangulaires Rio de Janeiro - Luanda - Lisbonne |
| 2013  | Under Desert Sun                                                                   | Kevin Voegtlin, Grant Aldrich                 | Documentaire                                                 | court-métrage sur les surfers professionnels Dane Gudauskas et Kepa Acero sur des plages inconnues du Sud de l'Angola                                                                           |
| 2013  | Wrong Cops                                                                         | Quentin Dupieux                               | Fiction                                                      | |
| 2014  | Afripedia Angola                                                                   | Teddy Goitom, Benjamin Taft                   | Documentaire                                                 | Série TV sur musicien et artistes Kuduro en Angola |
| 2014  | I Love Kuduro                                                                      | Mário Patrocínio                              | Documentaire                                                 | sur la scène Kuduro |
| 2014  | Jikulumessu                                                                        |                                               | Série TV                                                     | |
| 2014  | Los dioses de agua                                                                 | Pablo César                                   | Drame                                                        | |
| 2014  | Njinga                                                                             | Martin Mc Cann                                | Documentaire                                                 | Sur la traversée africaine à vélo de Kate Leeming à travers l'Angola |
| 2014  | Tchitundu-Hulu Rock Art                                                            | Rina Sherman                                  | Documenatire                                                 | sur les peintures rupestres de Tchitundo-Hulu à Virei (Namibie) |
| 2014  | Ruy Duarte de Carvalho, une vie en Angola                                          | Rina Sherman                                  | Documentaire                                                 | Ruy Duarte de Carvalho en conversation avec Rina Sherman sur sa vie auprès du peuple Ovakuvale de Namibe en Angola, sa poésie, l'écriture et sa vision de l'Angola indépendant. Virei (Namibie) |
| 2015  | A Ilha dos Cães                                                                    | Jorge António                                 | Fiction                                                      | avec Ângelo Torres, Nicolau Breyner et Ciomara Morais |
| 2015  | Acorda, Leviatã                                                                    | Carlos Conceição                              | Film de science-fiction                                      | semi-documentaire |
| 2015  | Dias Santana                                                                       | Maradona Dias Dos Santos                      | Fiction                                                      | |
| 2015  | Independência                                                                      | Mario Bastos                                  | Documentaire                                                 | sur la guerre civile en Angola jusqu'à l'indépendance en 1975 |
| 2015  | O Quimbo Cuia                                                                      | Filipe Henriques                              |                                                              | Série TV |
| 2015  | Alda e Maria, Por Aqui Tudo Bem                                                    | Pocas Pascoal                                 | Fiction                                                      | |
| 2015  | Vontade de Vencer                                                                  | André Banza                                   | Documentaire                                                 | Portrait du chanteur Anselmo Ralph |

## Source
Traduction de l'article en allemand